# Welykyj Kutschuriw
Welykyj Kutschuriw (ukrainisch Великий Кучурів; russisch Великий Кучуров Weliki Kutschurow, rumänisch Cuciurul Mare, deutsch (bis 1918) Kuczurmare) ist ein Dorf im Süden der ukrainischen Oblast Tscherniwzi mit etwa 6000 Einwohnern (2004).

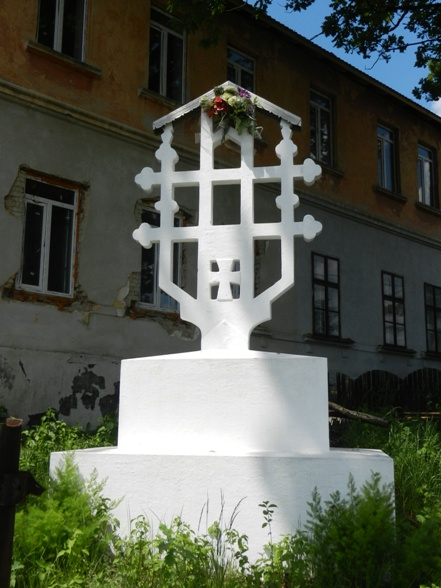
Wegekreuz im Dorf

Das 1422 erstmals erwähnte Dorf liegt am linken Ufer des Derehluj (Дереглуй), einem 34 km langen Nebenfluss des Pruth gegenüber vom Dorf Woloka, 16 km nordöstlich vom ehemaligen Rajonzentrum Storoschynez und 12 km südlich der Oblasthauptstadt Czernowitz.
Welykyj Kutschuriw besitzt eine Bahnstation an der Bahnstrecke Tscherniwzi–Suceava. Durch die Ortschaft verläuft die Territorialstraße T–26–05.
Am 27. Juli 2015 wurde das Dorf zum Zentrum der neu gegründeten Landgemeinde Welykyj Kutschuriw (Великокучурівська сільська громада/Welykokutschuriwska silska hromada). Zu dieser zählten auch die 4 in der untenstehenden Tabelle aufgelistetenen Dörfer; bis dahin bildete es zusammen mit dem Dorf Hodyliw (Годилів) die Landratsgemeinde Welykyj Kutschuriw (Великокучурівська сільська рада/Welykokutschuriwska silska rada) im Nordosten des Rajons Storoschynez.
Seit dem 17. Juli 2020 ist der Ort ein Teil des Rajons Tscherniwzi.
Folgende Orte sind neben dem Hauptort Welykyj Kutschuriw Teil der Gemeinde:
| Name                     | Name       | Name                   | Name      | Name      |
| ukrainisch transkribiert | ukrainisch | russisch               | rumänisch | deutsch   |
| ------------------------ | ---------- | ---------------------- | --------- | --------- |
| Hlybotschok              | Глибочок   | Глыбочок (Glybotschok) | Hlibacioc | Hlibiczok |
| Hodyliw                  | Годилів    | Годылов (Godylow)      | Hodilău   | Hadylow   |
| Snjatschiw               | Снячів     | Снячев (Snjatschew)    | Sneci     | Sniacze   |
| Tyssowez                 | Тисовець   | Тисовец (Tissowez)     | Tişăuţi   | Tysowec   |